# Filles de Sainte Thérèse
Les Filles de Sainte Thérèse forment une congrégation religieuse féminine enseignante et sociale de droit pontifical.

## Histoire
La congrégation est fondée le 6 janvier 1960 par Teofilo Camomot, archevêque coadjuteur de l'archidiocèse de Cagayan de Oro (it)sous le nom de tertiaires carmélites.
En 1968, le fondateur renonce à son poste d'archevêque coadjuteur et repart sur l'île de Cebu dont il est originaire. Le cardinal Julio Rosales, qui dirige l'archidiocèse de Cebu, en fait son auxiliaire. La communauté ouvre des maisons à Bukidnon, Cagayan de Oro, Cebu, Bacolod, Samar et Leyte. Après le départ à la retraite du fondateur, la direction de la congrégation est confiée à Antonio Fortich, évêque du diocèse de Bacolod (it).
L'institut est érigée canoniquement dans l'archidiocèse de Cebu le 15 octobre 1985 par Ricardo Jamin Vidal puis reconnu de droit pontifical le 16 juillet 2009.

## Activités et diffusion
Les sœurs se consacrent à l'éducation chrétienne des jeunes, à la catéchèse et aux œuvres sociales.
Elles sont présentes aux Philippines avec la maison-mère à Cebu.
En 2017, l'institut comptait 117 religieuses dans 45 maisons.